# I Want It All
«I Want It All» (укр. «Я хочу все») — пісня британського рок-гурту «Queen», яка була представлена у їхньому студійному альбомі «The Miracle» 1989 року. Пісню написав гітарист і бек-вокаліст Браян Мей (але була приписана до спільної творчості «Queen»), під продюсуванням Девіда Річардса. Вона вийшла як перший сингл до альбому 2 травня 1989 року. «I Want It All» посіла третє місце в британському чарті синглів, ірландському чарті синглів, фінському чарті синглів, новозеландському чарті синглів і американському чарті «Billboard Album Rock Tracks». У «Hot 100» пісня досягла 50-ї позиції. В інших країнах: досягла другого місця в Нідерландах, четвертого місця в Італії та Норвегії і 10-го місця в Австралії, Бельгії, Німеччині та Швейцарії. Завдяки своєму заклику щодо боротьби за власні цілі вона стала протестною піснею проти апартеїду у Південній Африці.
Пісню вперше виконали наживо 20 квітня 1992 року, через три роки після її випуску, під час концерту пам'яті Фредді Мерк'юрі, за участі трьох музикантів, що залишилися у складі «Queen», де Роджер Долтрі виконував вокал, а Тоні Айоммі грав на ритм-гітарі. Сам Фредді Мерк'юрі ніколи не виконував пісню наживо, тому що він помер в листопаді 1991 року від СНІДу у віці 45 років, а його завершальний виступ з «Queen» відбувся в парку Кнебворт 9 серпня 1986 року під час «The Magic Tour». Пісню виконує переважно Мерк'юрі, з підспівкою Мея під час переходу (бриджу).
Є як мінімум дві версії цієї пісні. Довша версія — це альбомна версія, а найкоротша — в музичному відео і у збірці «Greatest Hits II». У порівнянні з альбомною версією, як синглова версія, так і відео-версія мають інший початок, без партії акустичної та електричної гітар і короткої партії електричної ритм-гітари. Вона починається з того, що гурт співає хор а капела, а потім, після силового акорду («power chord») з розмірами 1/8 + 2/4 Ля п'ятої октави, починається перший риф електрогітари Мея, який грає після короткої частини ритм-гітари, згаданої раніше. Частина пісні з гітарним соло також має відмінності: в альбомній версії є додаткове соло, виконане в тому ж темпі, що і решта пісні, перед самим швидким основним соло. Вокали Мерк'юрі після переходу також трохи відрізняються, в альбомній версії є додаткове вокальне соло («extra»), а у сингловій та відео-версії лише основне.
Альбом 1997 року «Queen Rocks» містить обидві версії пісні. Пісню також використовували в відеоіграх «Madden 12», «SingStar Queen», «Guitar Hero: Van Halen» і «Rock Band 3».

## Передумови
Пісня, за словами Джона Дікона, була однією з небагатьох, яка була написана раніше, ніж гурт увійшов до студії на початку 1988 року, щоб розпочати працю над альбомом «The Miracle». Назва походить від коронної фрази Аніти Добсон, дружини Браяна Мея: «Я хочу все, і я хочу це зараз!». Ця урочиста пісня виконана в стилі важкого року, вона зачіпає теми повстання і соціального перевороту. У той же час, Мей зазначав, що пісня закликає до боротьби за свої цілі. З цих причин, «I Want It All» вважається антирасистською в ПАР, тлумачилася як пісня за права геїв, була об'єднуючою піснею для афроамериканської молоді.

## Стиль і оцінки пісні
Переглянувши альбом «The Miracle» для AllMusic, оглядач Грег Прато припустив, що пісня, як і титульний трек «The Miracle», «відобразила [...] стан світу наприкінці 80-х», стилістично підсумовуючи пісню як «важкий рок». Газета «Newsday» із Мелвілла згадала «I Want It All» як одну із «найкращих» в альбомі, описуючи її як «їй надали кольору гітарні рок-рифи Мея та голос Мерк'юрі „а-ля поганий хлопець“». У своєму огляді «Dallas Morning News» описав «I Want It All» трохи детальніше, пояснюючи як вона «починається з гітарної партії в стилі Бові, „підіймає великий вантаж сталі“, швидко кладе тверду лінію, на яку натякає назва, а потім переходить у політ по грифу містера Мея». У «I Want It All» відзначено перше і єдине використання прийому подвійного удару в бас-барабан серед пісень «Queen».

## Відеокліп
У музичному відео показано гурт, який виступає в студії, де використовувалося галогенове освітлення. Режисером відеокліпу був Девід Маллет, його зняли в «Elstree Studios» у Лондоні в березні 1989 року. На DVD «Greatest Video Hits 2» є звуковий коментар Браяна Мея і Роджера Тейлора, які згадують, що стан здоров'я Фредді Мерк'юрі, під час відеозйомки, був вже досить поганим, що було непомітно у відеоролику, Мерк'юрі виконав пісню, використавши всю свою енергію. Відео також відзначилося першою публічною появою Мерк'юрі з бородою, після того як він збрив свої фірмові вуса під час відеосесії до пісні «The Great Pretender» в лютому 1987 року.